# Viktor Pavlovics Putyatyin
Viktor Pavlovics Putyatyin (ukránul: Віктор Павлович Путятін, oroszul: Виктор Павлович Путятин) (Harkiv, 1941. szeptember 12. – Kijev, 2021. november 2.) szovjet színekben világbajnok, olimpiai ezüstérmes ukrán tőrvívó.